# 更始 (西燕)
更始（こうし）は、五胡十六国時代、西燕の君主慕容沖の治世で使用された元号。385年正月 - 386年2月。

## 西暦・干支との対照表
| 更始 | 元年  | 2年   |
| 西暦 | 385年 | 386年 |
| 干支 | 乙酉  | 丙戌  |